# 長野県長野養護学校
長野県長野養護学校（ながのけん ながのようごがっこう）は、長野県長野市の北部に位置する特別支援学校。

## 概要
- 本校と3つの分教室（三輪教室・朝陽教室・すざか分教室）で構成されている。
- 寄宿舎を設置しており、中学部・高等部の生徒が利用できる[1]。
- 居住地の学校にも籍を置き、共同学習や行事への参加を行う副学籍（居住地校交流）制度がある[2]。
- 正面玄関には、田村一二の描いた作品が飾られている[3]。

## 児童・生徒数
- 245名（令和6年度）[4]

## 通学区域
- 長野市・須坂市および周辺地域[5]

## スクールバス運行区域
- 飯縄方面
- 綿内方面
- 三輪（長野市内）方面
- 安茂里方面
- 善光寺（長野市内）方面[6]

## 歴代校長
- 初代 牛山惣一[7]
- 第2代 相沢伊佐男
- 第3代 早川巌
- 第4代 赤津昌平
- 第5代 宮島正司
- 第6代 井口眞
- 第7代 宮本雲平
- 第8代 西澤亮平
- 第9代 丸山正利
- 第10代 田本壽夫
- 第11代 多田靖
- 第12代 町田直幸
- 第13代 丸山正行
- 第14代 二木淳一郎
- 第15代 齋藤榮子
- 第16代 小林秀世
- 第17代 小嶋瑞紀
- 第18代 大井透
- 第19代 原山総男
- 第20代 竹前金三
- 第21代 伊藤潤
- 第22代 小林智明
- 第23代 藤澤里美

## 所在地
- 小学部・三輪教室（長野ろう学校内）
  - 〒380-0803 長野市三輪1-4-9
- 高等部・朝陽教室（長野盲学校内）
  - 〒381-0014 長野県長野市北尾張部321
- 高等部・すざか分教室（須坂創成高等学校須商キャンパス内）
  - 〒382-0076 長野県須坂市須坂1150